# U-158 (1941)
U-158 – niemiecki okręt podwodny (U-Boot) typu IX C z okresu II wojny światowej. Okręt wszedł do służby w 1941 roku. Jedynym dowódcą był Kptlt. Erwin Rostin.

## Historia
Po wejściu do służby włączony do 4. Flotylli U-Bootów w ramach treningu; 1 lutego 1942 roku zaś do 10. Flotylli jako jednostka bojowa.
Odbył dwa patrole bojowe – celem pierwszego były wschodnie wybrzeża USA, drugiego – Morze Karaibskie i Zatoka Meksykańska; spędził w morzu łącznie 151 dni. Zatopił 17 statków przeciwnika  o łącznej pojemności 101 321 BRT i uszkodził dwa (łącznie 15 264 BRT).
Ostatnią z zatopionych jednostek był łotewski frachtowiec „Everalda” (3950 BRT). U-Boot zatrzymał go strzałem ostrzegawczym, a następnie wysłał na niego grupę abordażową, która pojmała kapitana statku, zabrała dokumenty i wysadziła jednostkę w powietrze za pomocą materiałów wybuchowych. Ponieważ zdobyte materiały okazały się cenne dla wywiadu, powiadomiono o tym drogą radiową dowództwo. Sygnał został jednak przechwycony przez aliantów – w związku z tym rozpoczęto poszukiwanie U-Boota.
Wynurzony U-158 został zaskoczony przez amerykańską łódź latającą PMB Mariner. Jedna ze zrzuconych bomb głębinowych utkwiła w kiosku okrętu i eksplodowała podczas jego zanurzenia. Zatopiony został 30 czerwca 1942 na zachód od Bermudów (32°30,0′N 67°16,8′W/32,500000 -67,280000). Zginęła cała, 54-osobowa, załoga okrętu.